# Ábaton de Epidauro
El Ábaton (en griego antiguo: Ἄβατον) o Enkoimeterion (en griego antiguo: Ἐγκοιμητήριον, romanizado: Enkoimētērion) era un antiguo enkoimeterion, o sanatorio, edificio del sueño en el Asclepieion de Epidauro, el santuario de Asclepio] en Grecia.

## Historia
El Ábaton se construyó a finales del periodo clásico, en torno a 400-350 a. C. Sin embargo, las investigaciones arqueológicas sugieren que el edificio tuvo predecesores anteriores ya en la época  arcaica, a mediados del 500 a. C., y a principios del periodo clásico, en el 400 a. C.

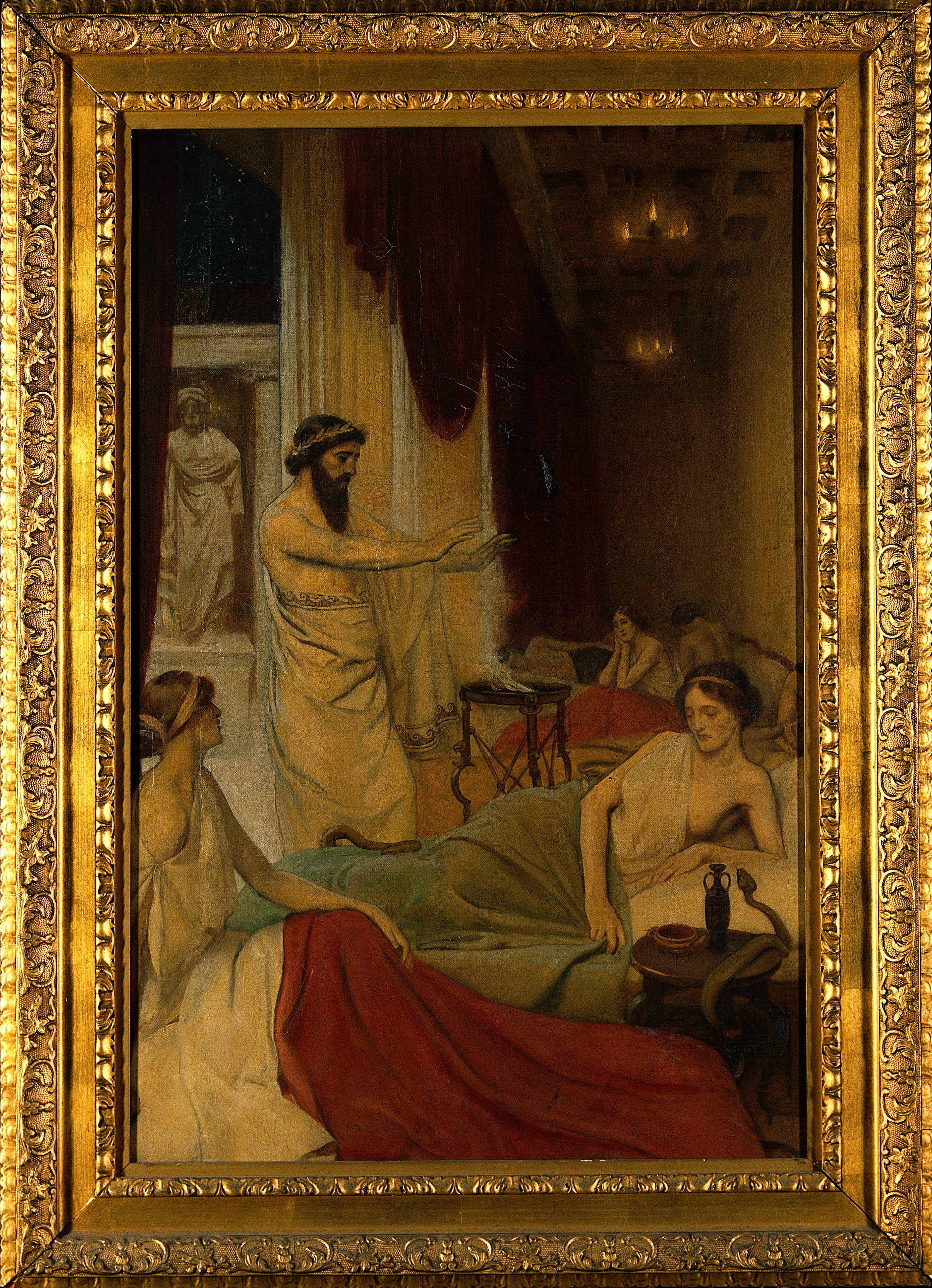
Pacientes durmiendo en el Asclepeion de Epidauro. Pintura de Ernest Board.

El Ábaton se utilizaba como enkoimeterion, o lugar para dormir, donde los pacientes que deseaban ser ayudados por el dios sanador Asclepio pasaban las noches a la espera de ser ayudados durante el sueño (ἐγκοίμησις). El edificio se llamaba ábaton (“no entrar”) porque el método de curación era un misterio, y estaba destinado solo a aquellos que estaban preparados para encontrarse con el dios.
Se cree que tras los gastos de preparación y limpieza, los pacientes podían haber leído la inscripción en el edificio, lo que podía haber contribuido a su propia curación por la fe a través de la autosugestión, y luego pasaban la noche allí. Dormir simbolizaba la muerte de la enfermedad. Asclepio, que visitaba al paciente dormido, le devolvía una vida nueva y sana.
El edificio se amplió probablemente en la época romana. Sus ruinas fueron restauradas entre 1989 y 2004.

## Edificio
El Ábaton era una estoa o pórtico con columnas de dos partes, del estilo jónico. Estaba situado al norte del templo de Asclepio y formaba la esquina noroeste del santuario de Asclepio.

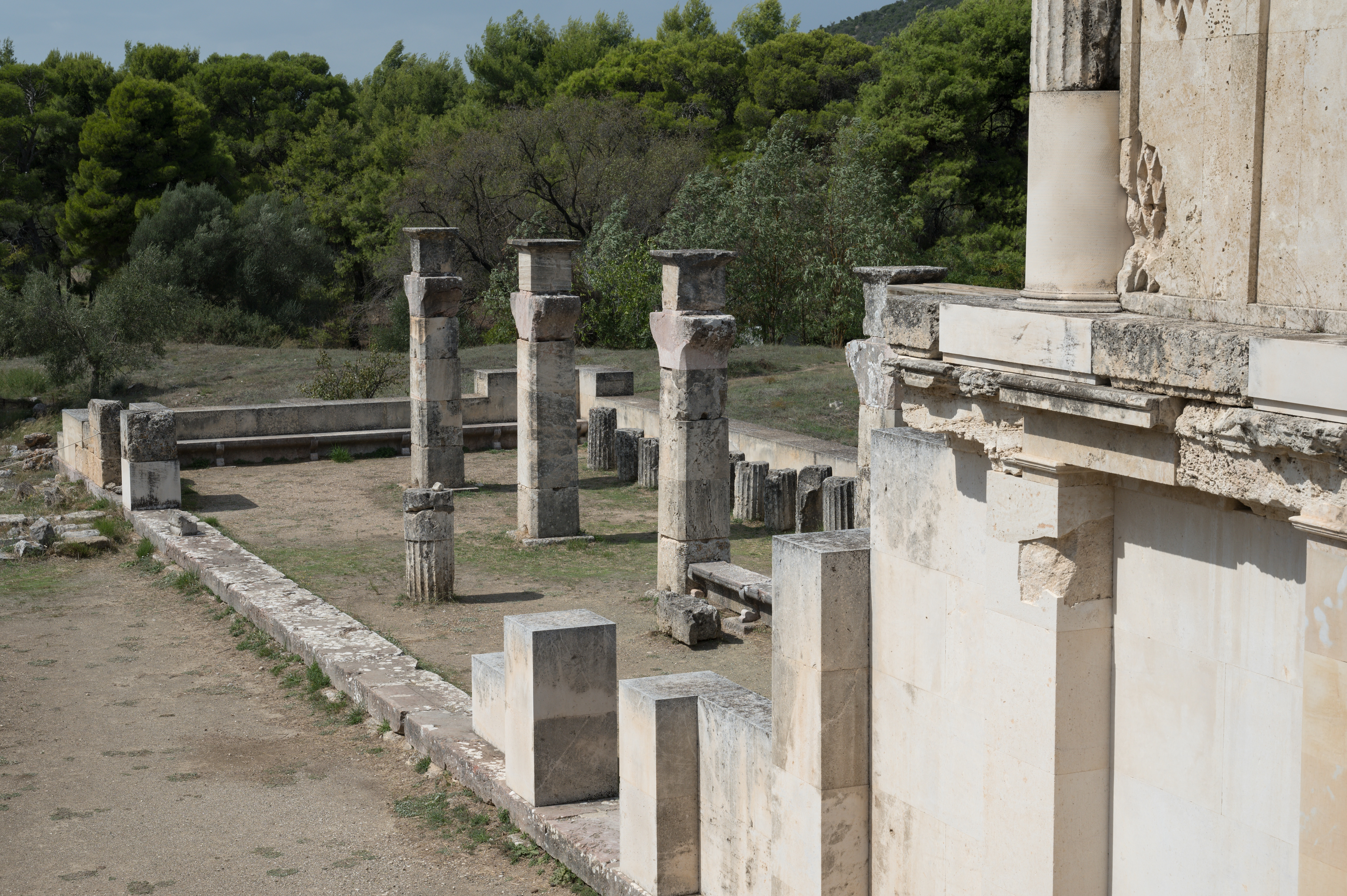
Ruinas restauradas de la planta baja del Abaton.

Originalmente, la estoa medía unos 38,1 m de largo y 9,4 m de ancho. Tenía dos alas, abiertas al sur, y contaba con columnas jónicas tanto en la fachada como en el interior. En la fase de expansión romana, la estoa se amplió hacia el oeste, casi duplicando su longitud hasta unos 70,9 m. La ampliación tenía dos plantas y su piso superior estaba conectado con la estoa original, debido a que la pendiente del terreno era descendente. El acceso al nivel inferior se hacía por una escalera exterior. Tras la ampliación, la estoa tenía 29 columnas jónicas en la fachada del piso superior y 13 columnas en el interior que sostenían el tejado. Entre las columnas del lado interior había presumiblemente tabiques de madera. La fachada del piso inferior estaba cerrada por un muro con puertas y pilastras de estilo dórico.

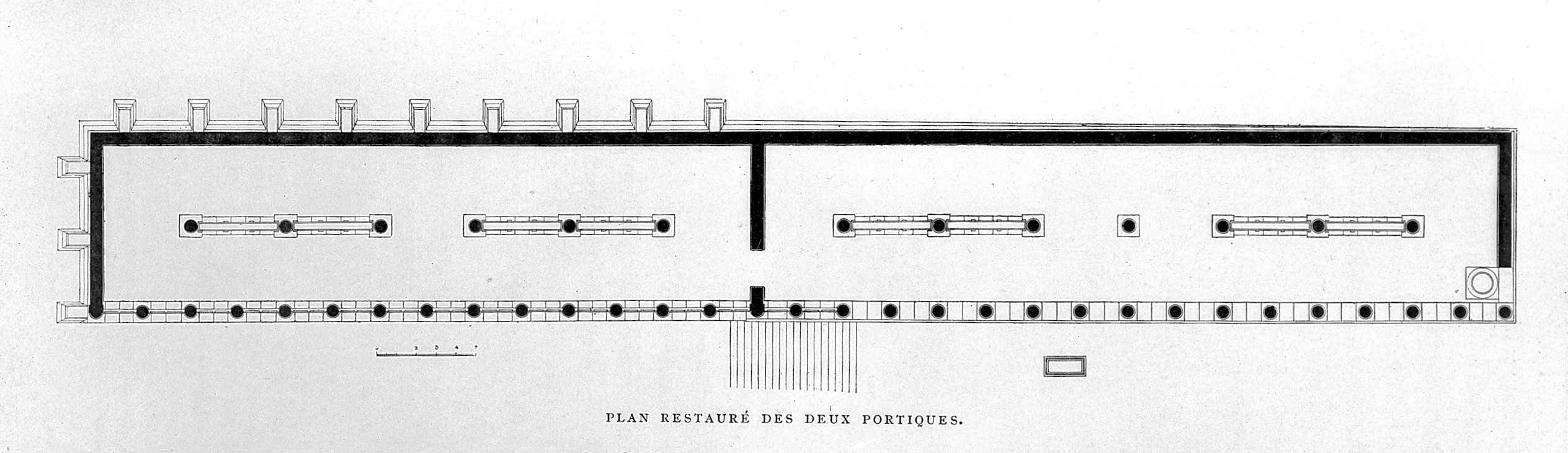
Planta del Abaton.

En la esquina sureste del edificio había un pozo. Allí se han encontrado numerosas tejas con inscripciones de curaciones milagrosas. En el extremo occidental del edificio había un pozo de abastecimiento.
Solo se han conservado la parte inferior del edificio y algunas partes de las estructuras superiores. Durante los trabajos de desescombro, parte de las columnas y los muros se han levantado con material nuevo.